# Туницкий, Николай Леонидович
Николай Леонидович Туницкий (1878—1934) — педагог-славист, профессор Московской духовной академии.

## Биография
Родился 16 (28) сентября 1878 года в селе Памфил Переяславского уезда Потавской губернии в семье священника.
Образование получил в Переяславском духовном училище (1893), Полтавской духовной семинарии (1899) и Московской духовной академии, которую окончил со степенью кандидата богословия в 1903 году. Был профессорским стипендиатом при академии (с августа 1903 по август 1905) и, одновременно, вольнослушателем Санкт-Петербургского университета (1903—1905).
С августа 1905 года состоял и. д. доцента по кафедре русского и церковно-славянского (с палеографией) языков и истории русской литературы в Московской духовной академии. В связи с утверждением нового устава академии в июле 1911 года кафедра была разделена на две, и с августа 1911 года Туницкий стал преподавать только историю русской литературы. С 1913 года (после защиты магистерской диссертации) доцент, а с декабря 1913 года — сверхштатный экстраординарный профессор Московской духовной академии по кафедре истории русской литературы; с октября 1916 года состоял в штате академии. Одновременно в 1916—1918 гг. он был приват-доцентом Московского университета по кафедре славянской филологии. За магистерскую диссертацию «Св. Климент, епископ Словенский» (Сергиев Посад: тип. Св.-Тр. Сергиевой лавры, 1913) в ноябре 1915 года Императорская академия наук удостоила Туницкого Большой премии им. графа Д. А. Толстого и почётной золотой медали.
В 1917—1918 гг. был председателем Сергиевопосадской городской думы.
В 1918—1922 гг. возглавлял кафедру славистики в Киевском университете, преподавал украинский, сербский и другие языки в киевских вузах. Затем, до 1933 года, был лектором в институтах народного образования Москвы, Нижнего Новгорода, Твери. Также, с 1926 года работал в Словарной комиссии АН СССР.
В феврале 1934 года был арестован по необоснованному обвинению в принадлежности к «Российской националистической партии», в марте освобождён с обязательством о невыезде и через несколько дней, 29 марта трагически погиб (повесился).